# تشانونبا
تشانونبا ( čhaŋnúŋpa ، تشانوبا ، أو كانوبا  )، هو الاسم الذي أطلقته لغة لاكوتا للغليون الاحتفالي المقدس والاحتفال الذي يستخدم فيه. إن حفل الغليون يعتبر أحد الطقوس المقدسة السبعة لشعب لاكوتا .  يقول تقليد لاكوتا أن امرأة عجل الجاموس الأبيض أحضرت معها التشانونبا إلى الناس، باعتبارها واحدة من الطقوس المقدسة السبعة، لتكون بمثابة جسر مقدس بين هذا العالم وواكان تانكا ، "اللغز العظيم".  
إن تشانونبا هي إحدى طرق نقل الصلوات إلى الخالق والمخلوقات المقدسة الأخرى. أما الأجزاء الأخرى من الأنبوب لها معاني رمزية، والكثير من هذه الرموز لا تتم مشاركتها مع من هم خارج الثقافة. في حين يتم استخدام الغلايين المقدسة ذات التصاميم المختلفة في الاحتفالات من قبل عدد من الشعوب الأصلية المختلفة في الأمريكتين ، فإن تشانونبا هو على وجه التحديد اسم لاكوتا لنوع الغليون الاحتفالي والمراسم. لدى الدول الأخرى أسماء خاصة بها لغلايينها واحتفالاتها، بلغاتها الأصلية الخاصة.

## أنظر أيضا
- الأنابيب الاحتفالية
- أنبوب التدخين
- كيس الأنابيب
- قالب:أمريكا الشمالية ما قبل كولومبوس